# Masrik
Masrik är ett vattendrag i Armenien. Det ligger i den östra delen av landet, 100 kilometer öster om huvudstaden Jerevan.
Trakten runt Masrik består i huvudsak av gräsmarker. Runt Masrik är det ganska tätbefolkat, med 72 invånare per kvadratkilometer.